# Боровобудский сельсовет
Боровобудский сельсовет — административная единица на территории Кормянского района Гомельской области Республики Беларусь. Административный центр — агрогородок Боровая Буда.

## Состав
Боровобудский сельсовет включает 8 населённых пунктов:
- Боровая Буда — агрогородок
- Городок — деревня
- Колосово — посёлок
- Лесовая Буда — деревня
- Правда — посёлок
- Струкачёв — деревня
- Шаломея — деревня
- Шереховская Буда — деревня